# Bogdan Aurescu
Bogdan Lucian Aurescu (Bucarest, 9 settembre 1973) è un politico rumeno, non affiliato a nessun partito politico. È stato Segretario di Stato presso il Ministero degli affari esteri dal 2009 al 2014, nonché professore all'Università di Bucarest. È stato Ministero degli affari esteri dal novembre 2014 al novembre 2015.
Tra il 2004 e il 2009 Aurescu è stato il principale consigliere del suo paese in materia di definizione dei confini marittimi nel Mar Nero nel quadro della disputa con l'Ucraina, che la Romania ha sottoposto alla Corte internazionale di giustizia..

## Biografia
Nel 1996 è entrato a far parte del Ministero degli affari esteri come funzionario presso l'Ufficio legale. Nel 1998 si è laureato presso la Facoltà di Storia dell'Università di Bucarest e nel 2000 presso l'Università nazionale di difesa "Carlo I". Nel 2003 ha sostenuto la sua tesi di dottorato nel campo del diritto internazionale. Tra il 2004 e il 2009 ha rappresentato la Romania in una disputa con l'Ucraina riguardante la definizione dei confini marittimi nel Mar Nero.
Il 4 febbraio 2009 è stato nominato segretario di stato strategico nel Ministero degli affari esteri. Il 24 novembre 2014, ha assunto la carica di ministro degli affari esteri nel terzo governo di Victor Ponta. Ha ricoperto questa funzione fino al 17 novembre 2015.
È autore o coautore di 15 libri e di oltre 120 articoli nel campo del diritto e delle relazioni internazionali. Appartiene al gruppo di esperti indipendenti della Commissione di Venezia.